# Ford Escape Hybrid
Der Ford Escape Hybrid  ist eine von 2004 bis 2012 auf dem US-amerikanischen Markt angebotene Version des Ford Escape des US-amerikanischen Herstellers Ford Motor Company. Er ist die Hybridversion des in Europa als Ford Maverick verkauften Geländewagens.

## Allgemeines
Der Ford Escape Hybrid war das erste in den USA produzierte Hybrid-Auto und wurde später auch in Schwestermodellen als Mercury Mariner und Mazda Tribute angeboten. Anfang 2012 wurde die Produktion nach 122.850 Fahrzeugen eingestellt. Die Verkaufszahlen erreichten im Jahr 2007 mit 20.961 Fahrzeugen ihren Höhepunkt, während 2011 noch 11.183 Ford Escape Hybrid verkauft wurden. Das 2013er Modell des Ford Escape erhielt verbrauchsgünstigere konventionelle Motoren, sodass auf einen Hybridantrieb verzichtet wurde.

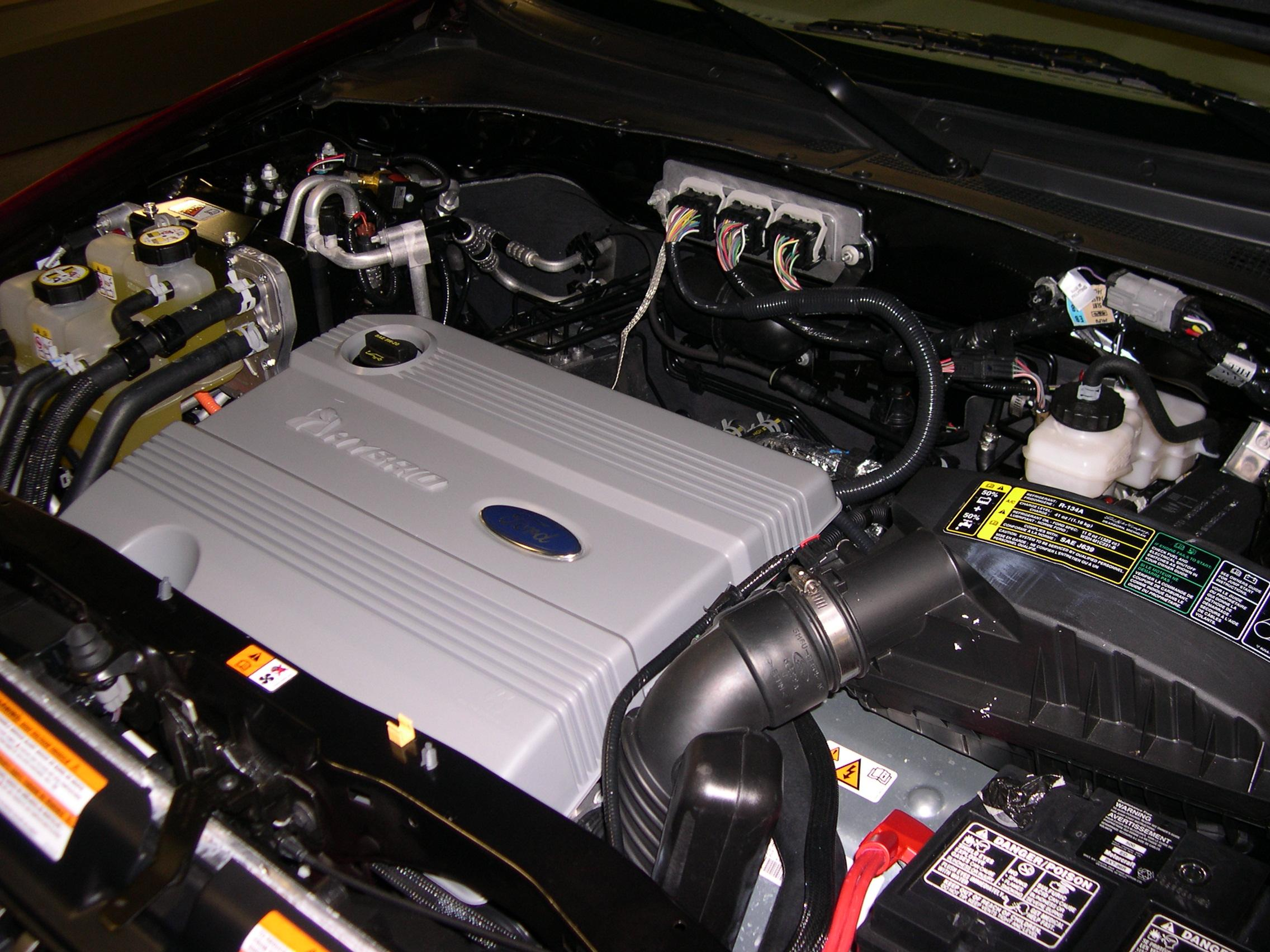
Aufnahme des Motorraums

Stattdessen wird der Ford C-MAX seit 2012 in Nordamerika mit Hybridantrieb angeboten.

## Hybridantrieb
Der Ford Escape Hybrid verwendet eine von Ford weiterentwickelte Version der Hybridtechnologie aus dem ersten Toyota Prius. Der Bauraum für die Hybrid-Bauteile wurde schon bei der Entwicklung und Konstruktion mit einbezogen. Der Allradantrieb des Escape wird konventionell über eine Kardanwelle realisiert.

## Einsatz
Auf Initiative der Stadt New York City wurden seit 2005 zahlreiche Ford Escape Hybrid als New York City Taxi Cabs eingesetzt. Seinen Verbrauchsvorteil konnte er dabei während der Kraftstoffversorgungsprobleme infolge des Hurrikan Sandy ausspielen, da er deutlich weniger Tankstopps als konventionelle Taximodelle benötigt.